# جولي ماي
جولي ماي (19 مارس 1964 - ) (بالإنجليزية: Julie May)‏ هي لاعبة كريكت بريطانية.

## وصلات خارجية
- جولي ماي على موقع إي آس بي آن كريك إنفو (الإنجليزية)